# Lazuri de Beiuș (gmina)
Lazuri de Beiuș – gmina w Rumunii, w okręgu Bihor. Obejmuje miejscowości Băleni, Cusuiuș, Hinchiriș i Lazuri de Beiuș. W 2011 roku liczyła 1518 mieszkańców.